# Athyrium purpureipes
Athyrium purpureipes är en majbräkenväxtart som beskrevs av Kurata. Athyrium purpureipes ingår i släktet Athyrium och familjen Athyriaceae. Inga underarter finns listade.